# رولگم
رولگم (به لاتین: Rollegem) یک منطقهٔ مسکونی در بلژیک است که در کورتریک واقع شده‌است. رولگم ۸٫۴۷ کیلومتر مربع مساحت و ۲٬۷۲۰ نفر جمعیت دارد.